# Угерський газовий кратер
Уге́рський га́зовий кра́тер (інша назва — Озеро геологів) — штучний кратер, заповнений водою, що утворився внаслідок аварії розвідувальної свердловини на Угерському газовому родовищі в 1946 році.
Розташований на північ від села Угерсько Стрийського району Львівської області, при автошляху М 06.

## Історія
Розвідувально-пошукове буріння (на газ) на території Угерського газового родовища було розпочате німецькою нафтогазовидобувною компанією 1943 року. У листопаді 1946 року розвідувальна свердловина № 105 розкрила газоносний поклад у пісковиках дашавської світи. Через аномально високий пластовий тиск газу і помилку бурової бригади під час спуско-підйомної операції стався раптовий викид газу. Тиск газу зірвав превентор з устя свердловини і за лічені секунди викинув 800-метрову колону 6-дюймових бурильних труб. Через тертя бурильних труб об бурову вишку газ загорівся. Стовп вогню сягав 30 м заввишки, а вночі заграву було видно аж зі Львова. В перші ж дні фонтанування на місці свердловини утворився кратер завширшки до 125 м і завглибшки до 40 м. Палаючий газ, викиди величезної кількості води разом з породою не давали тривалий час загасити пожежу і затампувати свердловину. Для ліквідації фонтану 1947 року були пробурені дві похило скеровані свердловини за 200 м від аварійної 105-ї, і лише після введення цих свердловин в експлуатацію фонтан вдалося загасити. Кратер заповнився водою, а озеро збереглося й досі.